# Октябрьская (Пензенская область)
Октябрьская — деревня в Пензенском районе Пензенской области России. Входит в состав Краснопольского сельсовета.

## История
В 1960 году указом Президиума Верховного Совета РСФСР деревня Разореновка переименована в Октябрьская.

## Население
| 2010 |
| ---- |
| 36   |